# ウィリアム・マレー (第2代ネアーン卿)
第2代ネアーン卿ウィリアム・マレー（英語: William Murray, 2nd Lord Nairne、1665年頃 - 1726年2月3日）は、スコットランド貴族、ジャコバイト。1715年ジャコバイト蜂起に参加して、反逆罪で私権剥奪と死刑判決を受けたが、1717年恩赦法により恩赦され釈放された。1721年、ジャコバイト貴族のネアーン伯爵に叙された。

## 生涯
1665年頃、初代アソル侯爵ジョン・マレーとアメリア・ソフィア・スタンリー（第7代ダービー伯爵ジェームズ・スタンリーの娘）の四男として生まれた。兄に初代アソル公爵ジョン・マレーがいる。祖母のダービー伯爵夫人シャーロット・スタンリー（1599年 - 1664年）は第一次イングランド内戦中の1644年のラサム・ハウス包囲戦での活躍で有名である。
1680年2月、ウィリアム・マレーはロバート・ネアーンの一人娘で推定相続人のマーガレット（1669年12月16日生）と結婚した。ロバート・ネアーンはすでに80歳と老齢だったが、イングランド王チャールズ2世は1681年に彼をスコットランド貴族のネアーン卿に叙し、その残余権を婿（ウィリアム・マレー）に与えた。そのため、1683年5月30日にネアーンが死去すると、マレーは第2代ネアーン卿となった。1690年10月22日にスコットランド議会の議員に就任したが、1688年の名誉革命でジェームズ2世を追放したウィリアム3世とメアリー2世への忠誠の誓いはしなかった。
兄ジョンはウィリアム3世とメアリー2世を支持して、1696年にウィリアム3世によってタリバーディン伯爵に、1703年にアン女王によってアソル公爵に叙されたが、ネアーン卿はジェームズ2世とその息子たちを支持した。1715年ジャコバイト蜂起において、マー伯爵が1715年9月6日にブレイマーでジェームズ老僭王を国王と宣言したとき、ネアーン卿はすぐに馳せて支援し、同年秋にマー伯爵の戦役を戦い通した。1715年11月14日にプレストンの戦いが壊滅的な結果に終わると捕虜になり、ロンドン塔に移送された。
1716年2月9日、ネアーン卿は反逆罪で裁判にかけられて有罪判決を受け、私権剥奪と死刑の判決を受けた。しかし、死刑は一向に執行されず、1717年恩赦法の恩恵を受けて同年12月に釈放された。1721年6月24日にジャコバイト貴族のネアーン伯爵に叙された後、1726年2月3日に死去した。妻マーガレットは1747年まで生きた。

## 死後
ネアーン卿の娘マーガレット・マレーは1712年に第4代ストラサラン子爵ウィリアム・ドラモンドと結婚して4男（ジェームズ、ロバート、ウィリアム、ヘンリー）をもうけ、1773年に死去した。第4代ストラサラン子爵と長男ジェームズは1745年ジャコバイト蜂起に参加、ストラサラン子爵は1746年4月16日のカロデンの戦いで戦死、ジェームズはその後に公権喪失した。しかし、三男ウィリアムの息子ジェームズ・アンドリュー・ドラモンドは1824年に議会の議決を受けて名誉回復を果たし、ストラサラン子爵位を取り戻した。1902年、第11代ストラサラン子爵が遠戚からパース伯爵を継承した。